# Renata Piszczek
Renata Piszczek (* 1969 Krakov) je bývalá polská reprezentantka ve sportovním lezení, první vítězka v celkovém hodnocení světového poháru (v roce 1993) a vítězka X Games v lezení na rychlost.

## Výkony a ocenění
- 1993: vítězka prvního ročníku světového poháru v lezení na rychlost, bronz na mistrovství světa
- 1995: podruhé bronz na mistrovství světa
- 1999: vítězka X Games ve sportovním lezení

### Závodní výsledky
| Arco Rock Master | Arco Rock Master |
| Rok              | 2001             |
| ---------------- | ---------------- |
| Bouldering       | 5-8              |

| Mistrovství světa | Mistrovství světa | Mistrovství světa | Mistrovství světa | Mistrovství světa | Mistrovství světa | Mistrovství světa |
| Rok               | 1993              | 1995              | 1997              | 1999              | 2001              | 2005              |
| ----------------- | ----------------- | ----------------- | ----------------- | ----------------- | ----------------- | ----------------- |
| Obtížnost         | 39                | 39                | 29                | 15                | 6                 | —                 |
| Rychlost          | 3                 | 3                 | 5-8               | 5-8               | 8                 | —                 |
| Bouldering        | —                 | —                 | —                 | —                 | —                 | 4                 |

| Světový pohár | Světový pohár | Světový pohár | Světový pohár | Světový pohár | Světový pohár | Světový pohár | Světový pohár | Světový pohár | Světový pohár | Světový pohár | Světový pohár |
| Rok           | 1993          | 1994          | 1995          | 1996          | 1997          | 1998          | 1999          | 2000          | 2001          | 2004          | 2005          |
| ------------- | ------------- | ------------- | ------------- | ------------- | ------------- | ------------- | ------------- | ------------- | ------------- | ------------- | ------------- |
| Obtížnost     | 37            | 33            | 34-36         | 28-29         | 52            | 18            | 17-18         | 25-26         | —             | 73-76         | —             |
| jednotlivě*   | x             | x             | x             | x             | x             | x             | x             | x             | —             | ,25,          | —             |
|               |               |               |               |               |               |               |               |               |               |               |               |
| Rychlost      | 1             | —             | —             | —             | —             | 4             | 6             | 6             | —             | 14-15         | —             |
| jednotlivě*   | ,             | —             | —             | —             | —             | x             | ,             | x             | —             | ,6,           | —             |
|               |               |               |               |               |               |               |               |               |               |               |               |
| Bouldering    | —             | —             | —             | —             | —             | —             | 50-21         | 32-33         | 9             | 13            | 35-36         |
| jednotlivě*   | —             | —             | —             | —             | —             | —             | ,23,          | ,10,          | ,7,4,9,       | ,15,17,16,9,  | ,15,          |
|               |               |               |               |               |               |               |               |               |               |               |               |
| Kombinace     | 6             | —             | —             | —             | —             | 2             | 16            | 16            | —             | 12-13         | —             |

* poznámka: nalevo jsou poslední závody v roce
| Mistrovství Evropy | Mistrovství Evropy | Mistrovství Evropy | Mistrovství Evropy | Mistrovství Evropy |
| Rok                | 1996               | 1998               | 2000               | 2004               |
| ------------------ | ------------------ | ------------------ | ------------------ | ------------------ |
| Obtížnost          | 20-25              | 19                 | 30-31              | —                  |
| Rychlost           | 5-8                | 5-8                | 5                  | —                  |
| Bouldering         | —                  | —                  | —                  | 6                  |